# 이회암

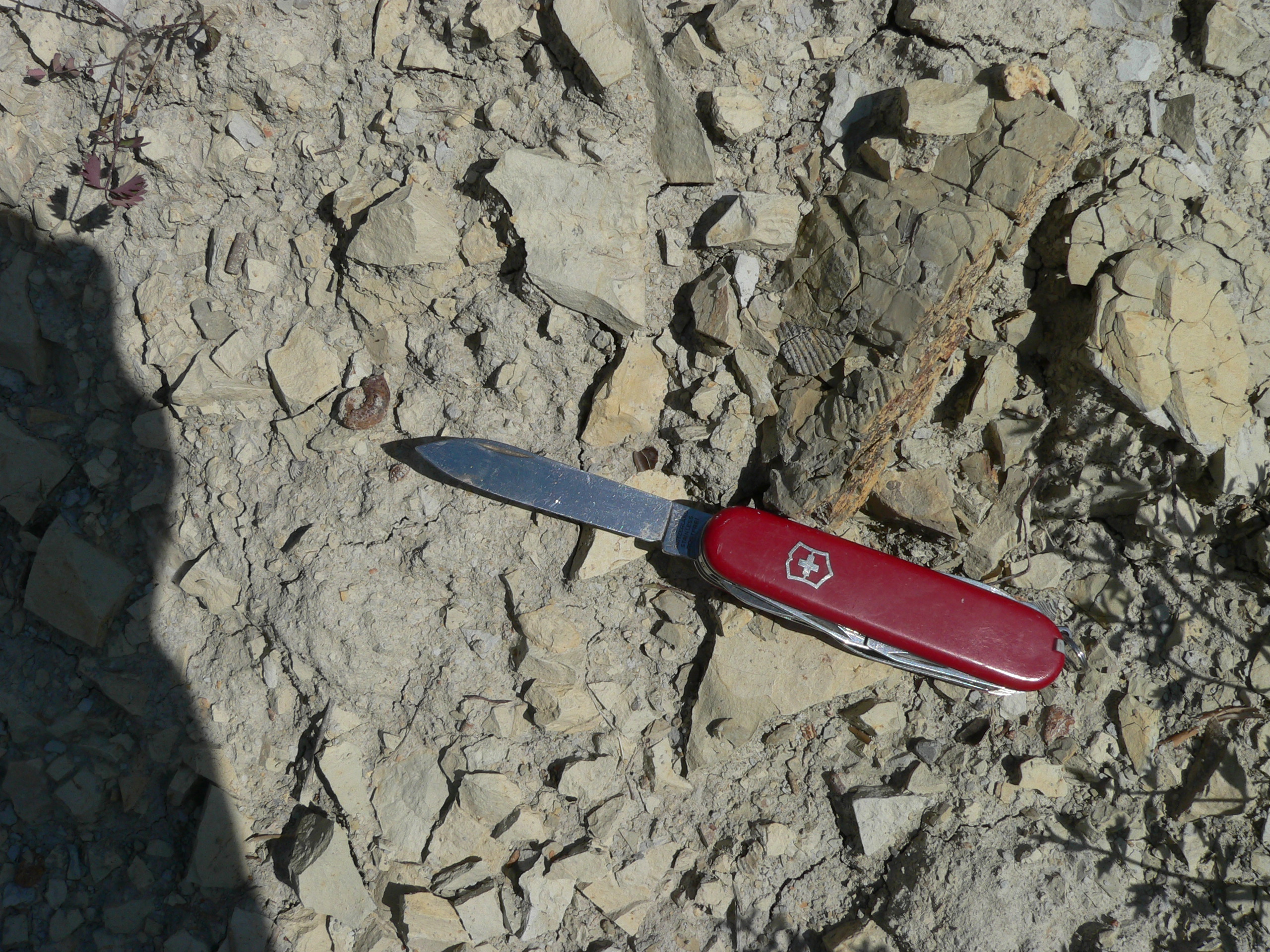

이회암(泥灰巖, marl)은 모래에 진흙이 덮쳐 이루어진 판상 또는 층상의 침전암으로 석회질의 이판암이다. 다른 암석이나 광물의 조각이 층을 이루며 퇴적되어 만들어지는데, 주로 호수의 가장자리에서 만들어지며, 화석이 들어 있다. 녹사(綠砂)가 섞여 있는 이회암은 인과 칼륨이 많이 들어 있기 때문에 비료로 쓰이고, 조개 껍데기가 많이 섞여 있는 이회암은 장식용 돌로 쓰인다. 또한 시멘트를 만들 때에도 쓰인다.